# Kashmira Shah
Kashmira Shah, née le 2 décembre 1970 à Bombay est un mannequin et une actrice indienne.

## Biographie
Après ses études à Jai Hind College, Kashmira Shah commence sa carrière de mannequin, avant d'enchaîner dans des rôles au cinéma et à la télévision. Elle a remporté de nombreux concours de beauté. 
En 2006 elle participe à la première saison de l'émission Bigg Boss Hindi. Elle se fait éliminer le 23e jour. 
En 2011, le globe-trotter Antoine de Maximy réalise pour son documentaire J'irai dormir à Bollywood, un entretien avec l'actrice.
En 2020, elle entre de nouveau dans la maison de Bigg Boss, en compétition dès le 65e jour d'aventure. Elle est éliminée le 78e jour.

## Filmographie
- 1997 : Private Detective: Two Plus Two Plus One de Rajat Kapoor : Amrita
- 1997 : Yes Boss de Aziz Mirza : Sheela Chaudhry
- 1997 : Koi kisise Kum Nahin de Raj N. Sippy
- 1998 : Saazish de Sudhir R. Nair
- 1998 : Pyaar To Hona Hi Tha de Anees Bazmee : Nisha
- 1999 : Dulhan Banoo Main Teri de Babbar Subhash : Dolly S. Thakur
- 2000 : Hera Pheri de Priyadarshan : Kabira's Sidekick
- 2000 : Kahin Pyaar Na Ho jaaye de K. Muralimohana Rao : Neelu
- 2002 : Aankhen de Vipul Amrutlal Shah : la danseuse Chalka Chalka
- 2002 : Roshni de Karan Razdan : Maya
- 2003 : Janasheen de Feroz Khan : Tina
- 2004 : Murder de Anurag Basu : la chanteuse de salon
- 2004 : Ishq Qayamat de V. Menon : Shweta
- 2005 : Revati de Farogh Siddique : Revati
- 2006 : My Bollywood Bride de Rajeev Virani : Reena Khanna
- 2006 : Holiday de Pooja Bhatt : Alysha
- 2007 : Aur Pappu Pass Ho Gaya de S. Soni : Kiran Chauhan
- 2009 : Wake Up Sid de Ayan Mukherjee : Sonia
- 2011 : Chasing Happiness de Beni Atoori : Karina
- 2011 : 9 Eleven de Manan Katohora : Maya